# Mulraj Chopra
Diwan Mulraj Chopra (Multan, 1814 – Buxar, 11 agosto 1851) è stato un politico indiano. Fu diwan (governatore) di Multan e leader di una ribellione sikh antibritannica che portò alla seconda guerra anglo-sikh.

## Gioventù
Mulraj Chopra era figlio del diwan Sawan Mal di Multan. Suo padre si era distinto conquistando Multan agli afghani e fu nominato diwan della città da Ranjit Singh, il maharaja dell'Impero Sikh. Alla morte del padre, Mulraj gli succedette nella carica di diwan.

## La rivolta sikh
Uno dei primi atti del nuovo residente britannico a Lahore, Sir Frederick Currie, fu quello di aumentare le tasse. Questa mossa causò un diffuso risentimento, in particolare a Multan, dove Mulraj era rimasto fermamente fedele a Ranjit Singh e alla sua famiglia. Come risposta al malcontento, i funzionari britannici decisero di sostituire Mulraj con il sardar Kahan Singh Mann, un funzionario della corte di Lahore più comprensivo nei confronti dei loro interessi.
Il 18 aprile 1848 Kahan Singh arrivò alle porte di Multan, accompagnato da Patrick Alexander Vans Agnew, funzionario del servizio civile del Bengala, e dal tenente William Anderson, del reggimento dei fucilieri di Bombay. I due britannici erano accompagnati da una piccola scorta di gurkha. Il giorno successivo Mulraj consegnò le chiavi della città ai due ufficiali britannici. Mentre Vans Agnew e Anderson stavano per uscire dalla cittadella, un soldato dell'esercito sikh di Mulraj attaccò Vans Agnew. Si trattò probabilmente del segnale convenuto per un attacco concertato, dato che una folla circondò e attaccò i due ufficiali. Le truppe di Mulraj rimasero a guardare o si unirono alla folla. Entrambi i britannici, feriti, si rifugiarono in una moschea fuori città, dove Anderson scrisse una richiesta di aiuto. Mulraj probabilmente non aveva partecipato alla cospirazione nata tra le sue truppe, ma si considerò impegnato nella ribellione a causa delle loro azioni. La mattinaseguente la folla uccise a colpi di pistola i due ufficiali britannici. Mulraj presentò la testa di Vans Agnew a Kahan Singh e gli disse di riportarla a Lahore.

## Seconda guerra anglo-sikh
Gli eventi di Multan costituirono per i britannici un casus belli e portarono alla seconda guerra anglo-sick. Mulraj fu dipinto come un despota assetato di sangue intenzionato a rovesciare Duleep Singh e i suoi alleati britannici. I funzionari britannici speravano che, dipingendo Mulraj come un nemico del maharaja, altri influenti sikh avrebbero evitato di unirsi alla sua ribellione. Tuttavia Mulraj ottenne presto rinforzi da diversi reggimenti del Khalsa, l'ex esercito del regno Sikh, che si erano ribellati o avevano disertato. Un santo sikh, Maharaj Singh, svolse un ruolo fondamentale nell'indirizzare i soldati disertori del Khalsa verso Multan a sostegno di Mulraj. Quest'ultimo prese anche altre misure per rafforzare le sue difese: dissotterrò i cannoni che erano stati precedentemente seppelliti e arruolò altre truppe.
All'inizio di giugno Herbert Edwardes, che si trovava a Bannu vicino a Multan, radunò un gruppo di Pashtun irregolari e affrontò le truppe di Mulraj nella battaglia di Kineyri, il 18 giugno 1848. Le truppe di Edwardes furono arrestate dall'artiglieria di Mulraj e costrette a mettersi al riparo per diverse ore. La fanteria e la cavalleria di Mulraj iniziarono ad avanzare, ma Edwardes ricevette il rinforzo di due reggimenti al comando del colonnello Van Cortlandt, un soldato di ventura anglo-indiano. L'artiglieria di Van Cortlandt causò pesanti perdite tra le truppe di Multan e i Pashtun di Edwardes contrattaccarono. Le forze di Mulraj si ritirarono a Multan, dopo aver subito 500 perdite e aver perso sei cannoni.

## L'assedio di Multan

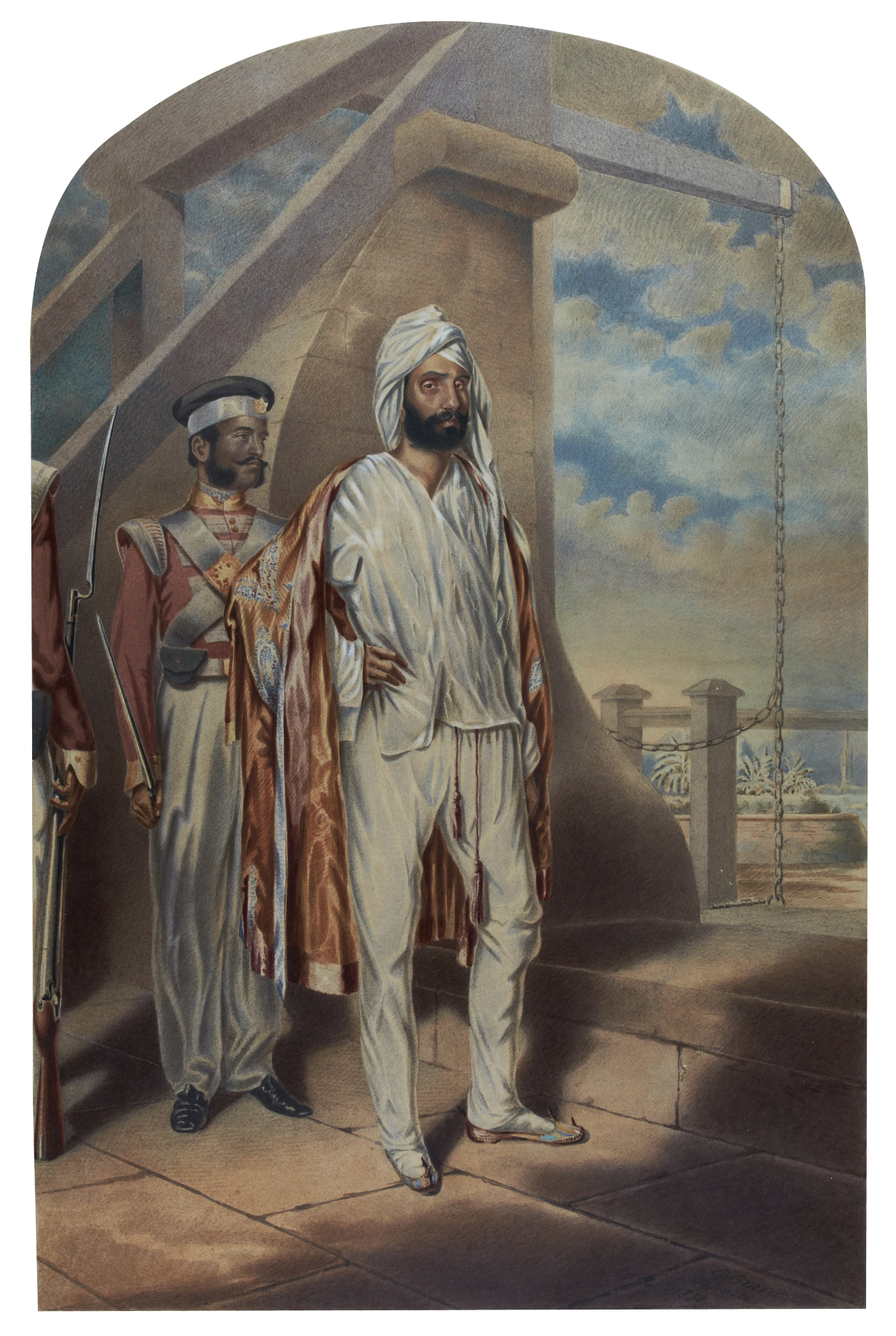
Ritratto di Mulraj Chopra prigioniero a Calcutta, eseguito da Colesworthey Grant (1851)

Il Bengal Army della Compagnia britannica delle Indie Orientali, comandato dal generale Whish, iniziò l'assedio di Multan, ma il contingente era troppo piccolo per circondare la città. Currie decise quindi di rinforzarlo con un consistente distaccamento del Khalsa comandato da Sher Singh Attariwalla. Il padre di Sher Singh, Chattar Singh Attariwalla, si stava apertamente preparando alla rivolta nella regione dell'Hazara, nel nord del Punjab. Il 14 settembre 1848 anche Sher Singh si ribellò alla Compagnia delle Indie Orientali. Mulraj e Sher Singh, però, non riunirono le loro forze e combatterono separatamente contro i britannici.
Il 27 dicembre 1848 Whish ordinò a quattro colonne di truppe di attaccare i sobborghi di Multan. Le forze di Mulraj furono respinte in città e quelle di Whish piazzarono delle batterie a 500 metri dalle mura cittadine, causando ingenti danni in città. Il 30 dicembre la polveriera principale della cittadella esplose, uccidendo 800 difensori. Mulraj tuttavia continuò la difesa e inviò un messaggio di sfida a Whish, affermando di avere ancora abbastanza polvere da sparo per un anno. Il 31 dicembre Mulraj tentò di organizzare una sortita contro gli assedianti, ma fu respinto.

### La resa
Whish ordinò un assalto generale per il 2 gennaio 1849. Gli attaccanti riuscirono a scalare le brecce e la battaglia si trasformò in un sanguinoso scontro casa per casa all'interno della città, durante il quale molti difensori e civili furono uccisi indiscriminatamente. Mulraj si offrì di arrendersi in cambio della vita, ma Whish insistette per una resa incondizionata. Il 22 gennaio 1849 Mulraj si arrese con 550 uomini. Gli inglesi fecero un grande bottino: il tesoro di Mulraj valeva tre milioni di sterline, una somma enorme per l'epoca. In città si verificarono anche molti saccheggi, sia da parte dei soldati britannici che di quelli indiani. Con la caduta di Multan, l'esercito di Whish fu in grado di dare rinforzo al corpo principale del Bengal Army al comando di Hugh Gough. I cannoni pesanti di Whish furono decisivi nella battaglia di Gujrat, che vide la sconfitta degli eserciti di Sher Singh e Chattar Singh e pose fine alla seconda guerra anglo-sikh.

## Prigionia e morte
Mulraj fu processato per gli omicidi di Vans Agnew e Anderson. In attesa del processo, Mulraj fu tenuto sotto la custodia di John Spencer Login, che riferì alla moglie che Mulraj non sembrava essere il despota sanguinario descritto dai giornali.
Mulraj fu scagionato dall'accusa di omicidio premeditato, ma fu riconosciuto colpevole di complicità per aver ricompensato gli assassini e per aver apertamente usato la morte dei due ufficiali britannici come pretesto per la ribellione. Fu condannato a morte, pena poi commutata in esilio a vita. Doveva essere esiliato a Singapore, ma fu invece incarcerato nel Fort William di Calcutta a causa di un attacco di dissenteria. In seguito i britannici decisero di trasferirlo a Benares, ma Mulraj morì dopo una breve malattia durante il viaggio, nel carcere di Buxar l'11 agosto 1851. Un gruppo di fedeli servitori cremò il suo corpo sulle rive del fiume Gange.